# Actinodaphne forrestii
Actinodaphne forrestii (C.K.Allen) Kosterm. – gatunek rośliny z rodziny wawrzynowatych (Lauraceae Juss.). Występuje naturalnie w południowych Chinach – w prowincjach Kuejczou i Junnan oraz w regionie autonomicznym Kuangsi. 

## Morfologia
PokrójZimozielone drzewo dorastające do 15 m wysokości. Młode pędy są owłosione i mają brązowożółtawą barwę.
LiściePrawie okółkowe, zebrane po 6–7 przy końcu gałęzi. Mają eliptycznie lancetowaty kształt. Mierzą 9–27 cm długości oraz 2–5 cm szerokości. Są mniej lub bardziej owłosione od spodu. Nasada liścia jest klinowa. Blaszka liściowa jest o spiczastym wierzchołku. Ogonek liściowy jest lekko owłosiony i dorasta do 15–20 mm długości.
KwiatySą niepozorne, rozdzielnopłciowe, zebrane w baldachy, rozwijają się w kątach pędów.
OwoceMają podłużny kształt, osiągają 14–16 mm długości i 6–8 mm szerokości, osadzone w dużych miseczkach.

## Biologia i ekologia
Rośnie w lasach mieszanych, zaroślach, terenach skalistych, na wapiennym podłożu, na terenach nizinnych. Kwitnie w od listopada do marca, natomiast owoce dojrzewają od sierpnia do września.